# Lounis Matem
Lounis Matem (Sétif, 1941 - Sétif, 5 de noviembre de 2013) fue un futbolista profesional argelino que jugaba en la posición de delantero.

## Biografía
Lounis Matem debutó como futbolista profesional en 1958 a los 17 años de edad con el ES Sétif. Jugó durante ocho temporadas, llegando a ganar la Copa de Argelia en 1963 y 1964. Ya en 1966 fichó por el CR Belouizdad para las dos próximas temporadas. Ganó el Championnat National de Première Division y la Copa de Argelia en 1966. En 1968 volvió al ES Sétif para retirarse en 1974 a los 33 años de edad.
Lounis Matem falleció el 5 de noviembre de 2013 a los 72 años de edad.

## Selección nacional
Lounis Matem jugó un total de ocho partidos con la selección de fútbol de Argelia en los años 60.

## Clubes
| Club          | País    | Año         |
| ------------- | ------- | ----------- |
| ES Sétif      | Argelia | 1958 - 1966 |
| CR Belouizdad | Argelia | 1966 - 1968 |
| ES Sétif      | Argelia | 1968 - 1974 |

## Palmarés
ES Sétif
- Copa de Argelia: 1963 y 1964

CR Belouizdad
- Championnat National de Première Division: 1966
- Copa de Argelia: 1966